# شو (الأردين)
شو ([ ‎ʃo‏ ] ، بلغة والون تشو) هي بلدية فرنسية تقع في إقليم الأردين في منطقة غراند إيست. تشتهر بلدية شوز بمحطة الطاقة النووية التابعة لها.

## الأماكن والمعالم الأثرية
- تمثال شو لورج سولتيري
- شخصية بروميثيوس، بقلم بول ريبيرول
- جسر شو فوق نهر الميز، بني عام 2003 حسب مخططات المهندس مارك ممرام.[6]
- محطة شو للطاقة النووية، والتي تضم تجربة شو نيوترينو العلمية.

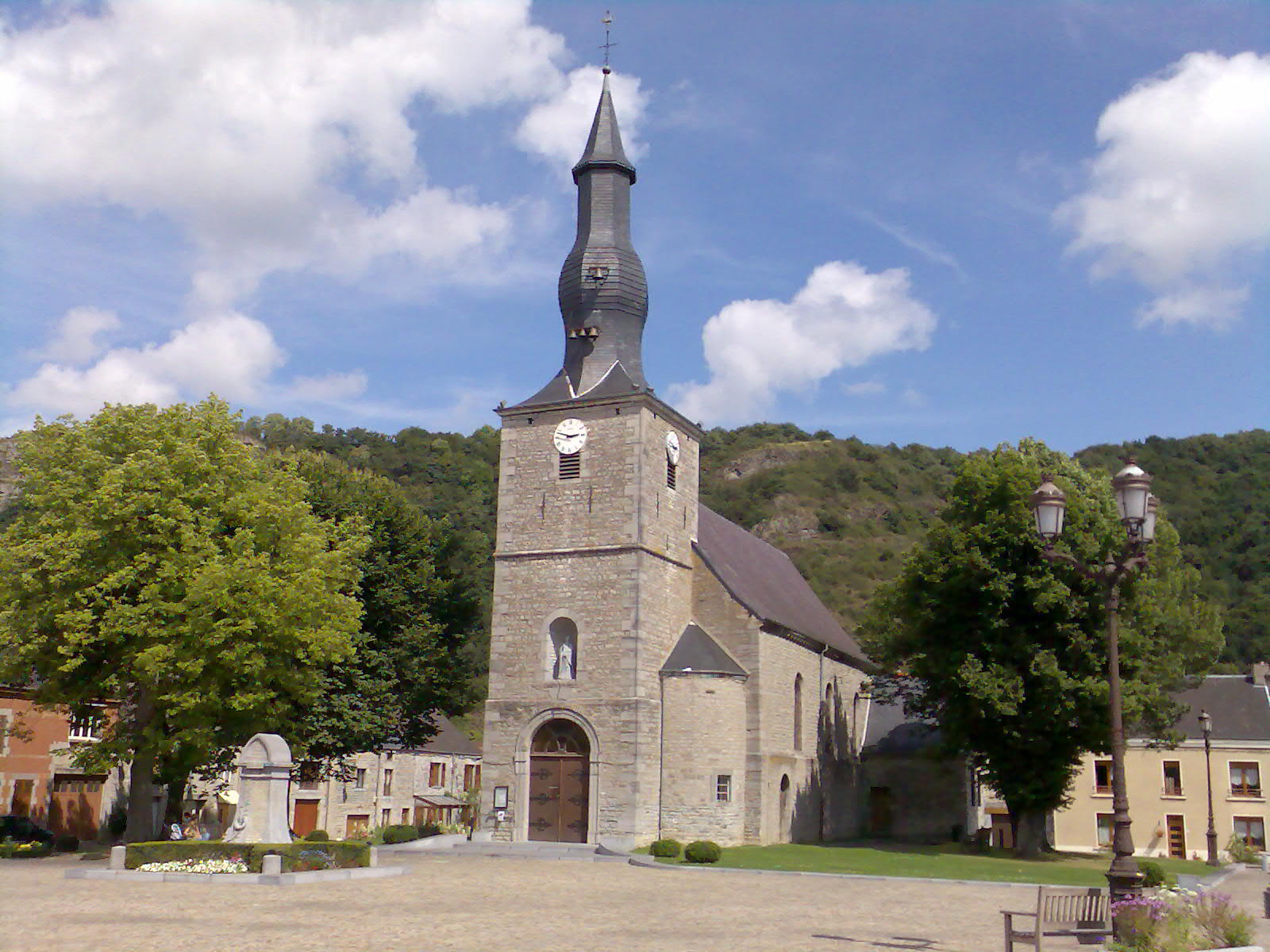
كنيسة شوز.
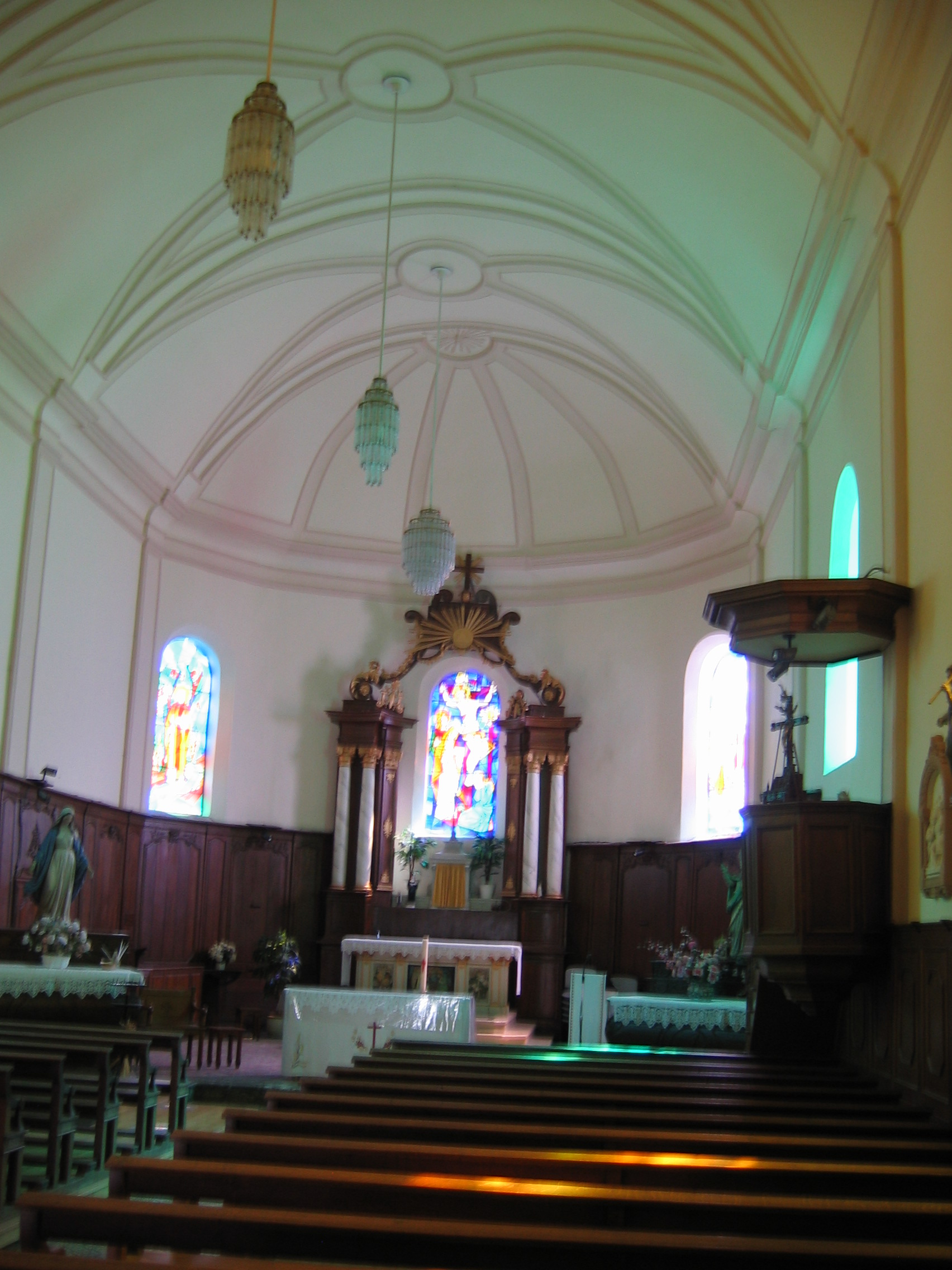
داخل الكنيسة.
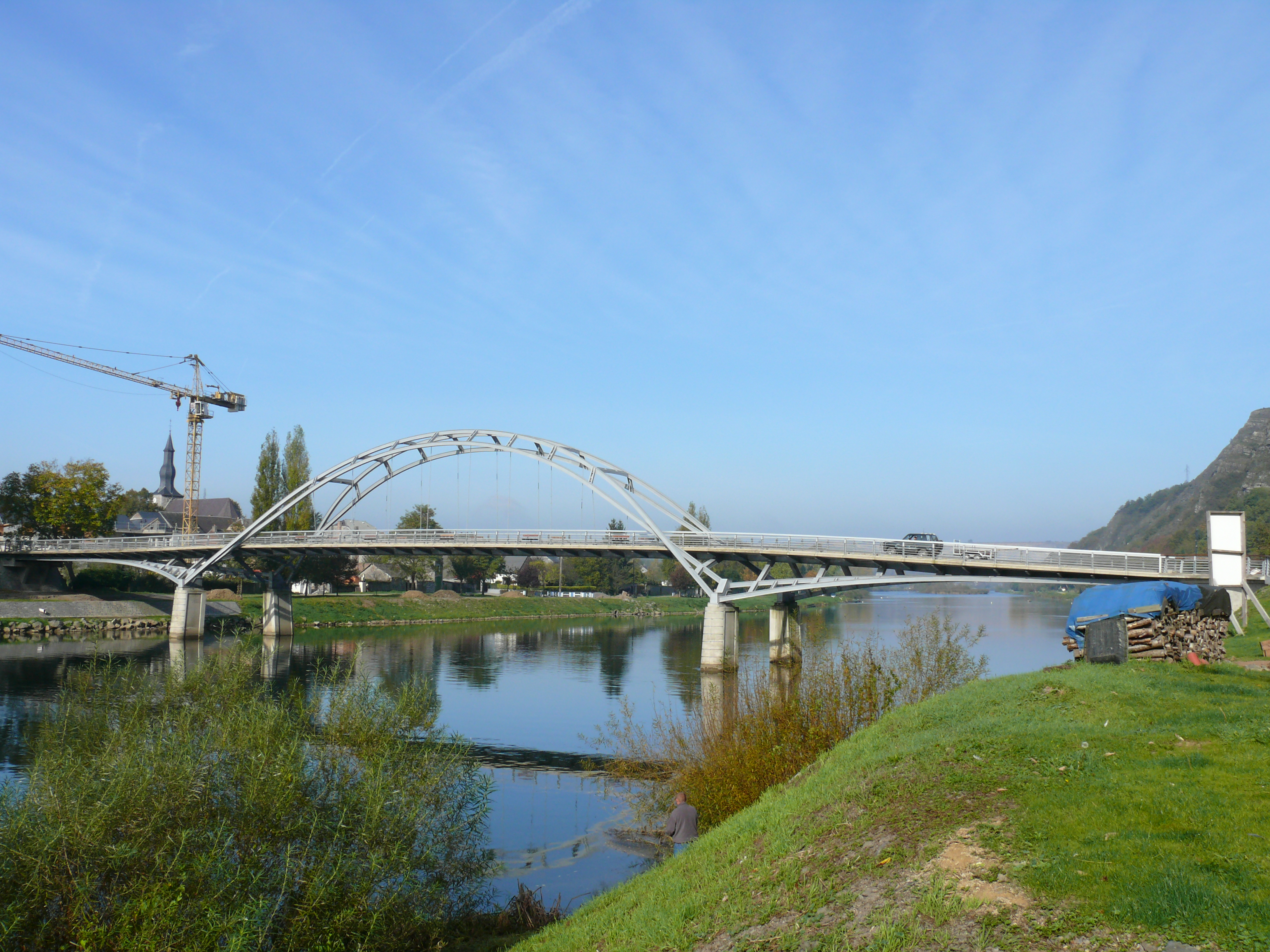
جسر فوق نهر الميز.
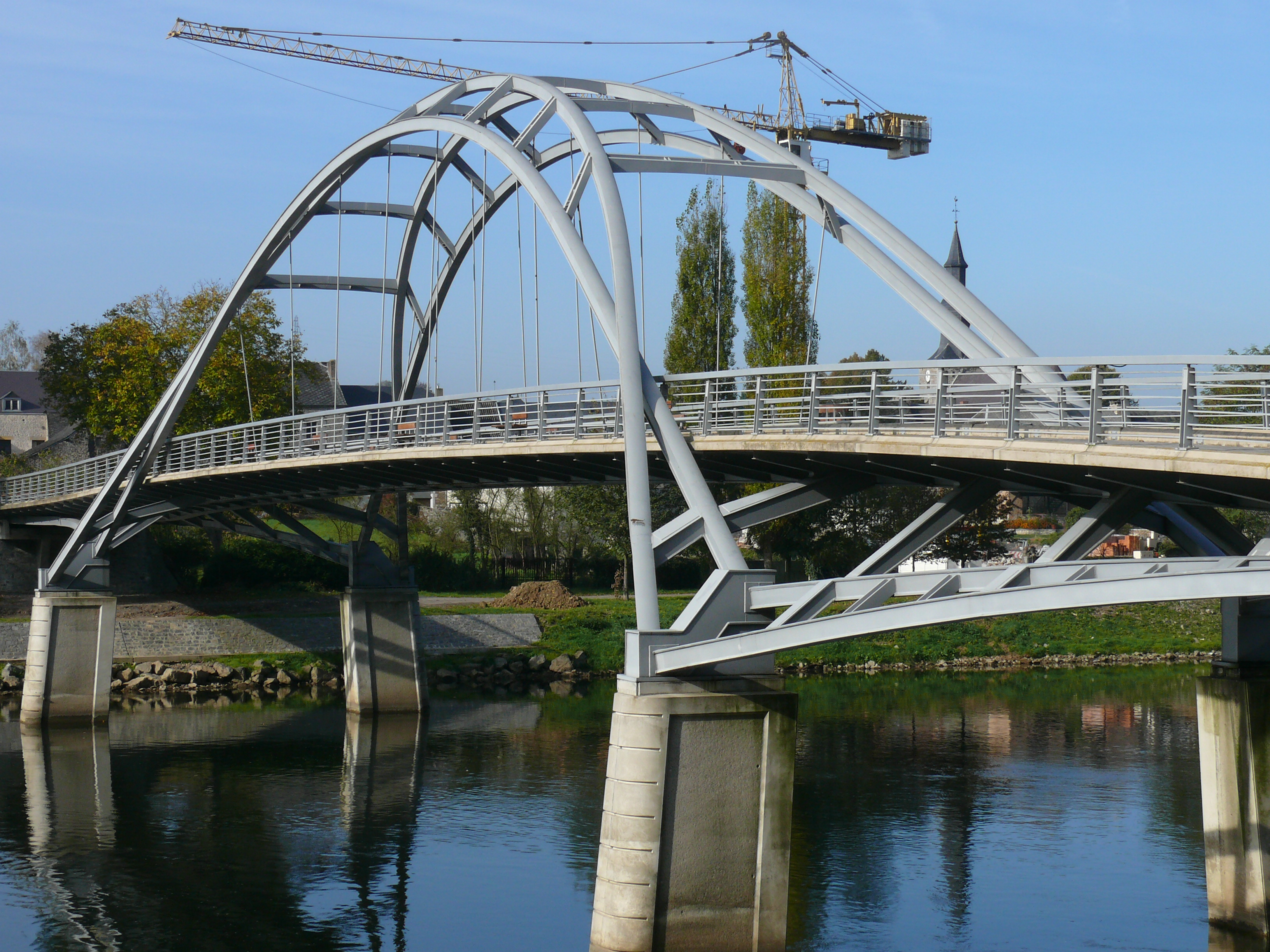
جسر فوق نهر الميز.

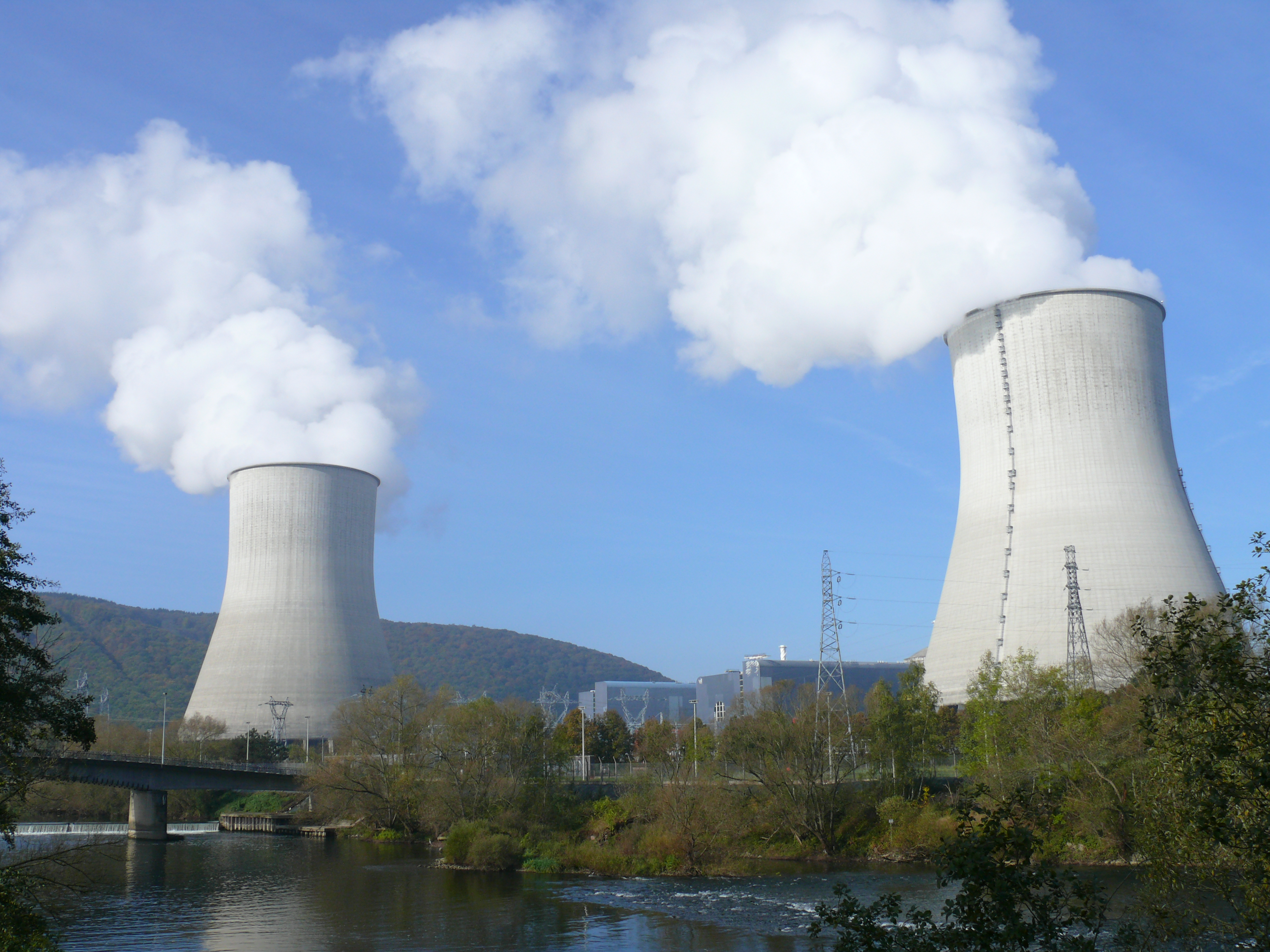
محطة كوز للطاقة النووية.
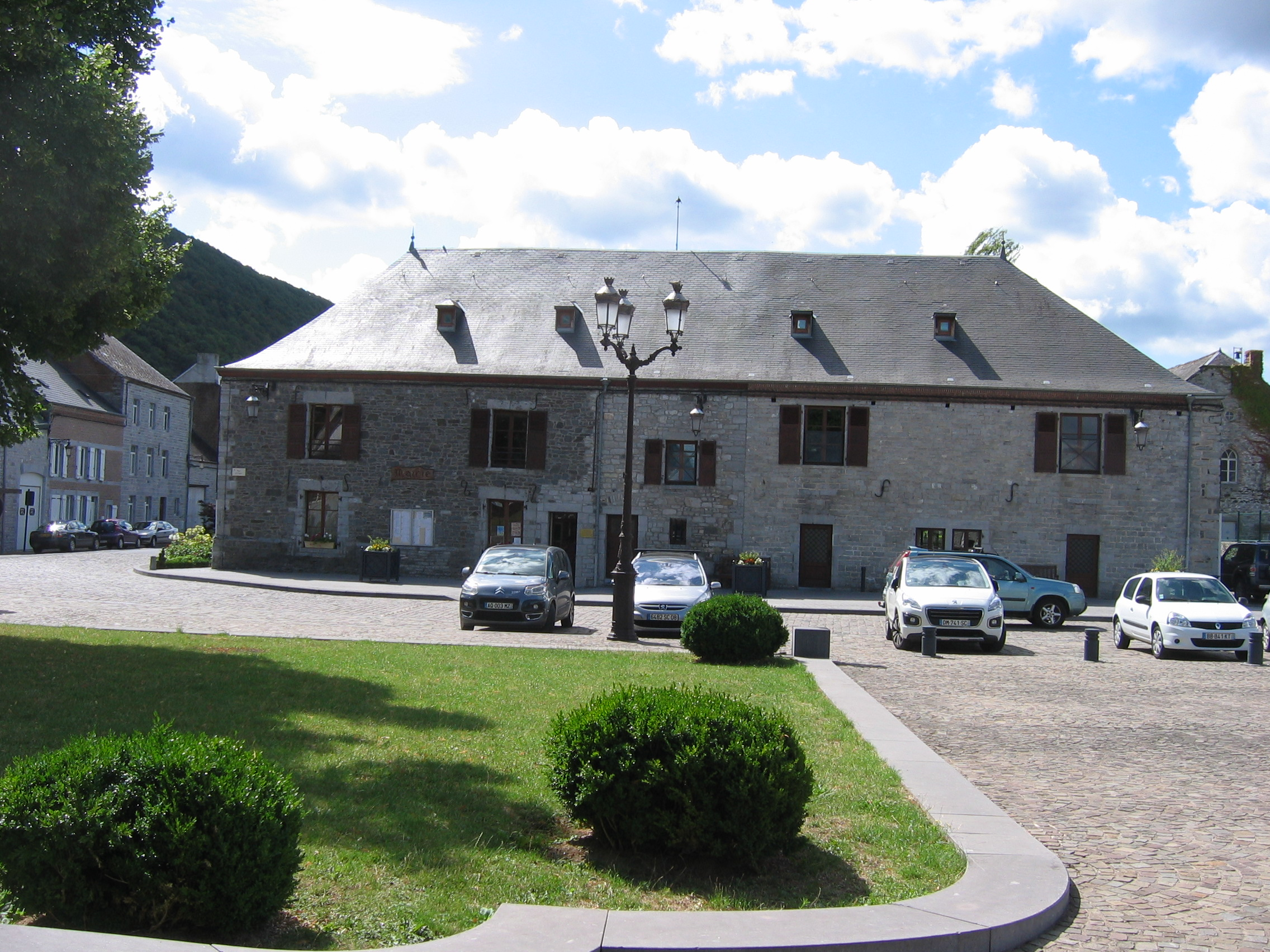
ساحة القرية.
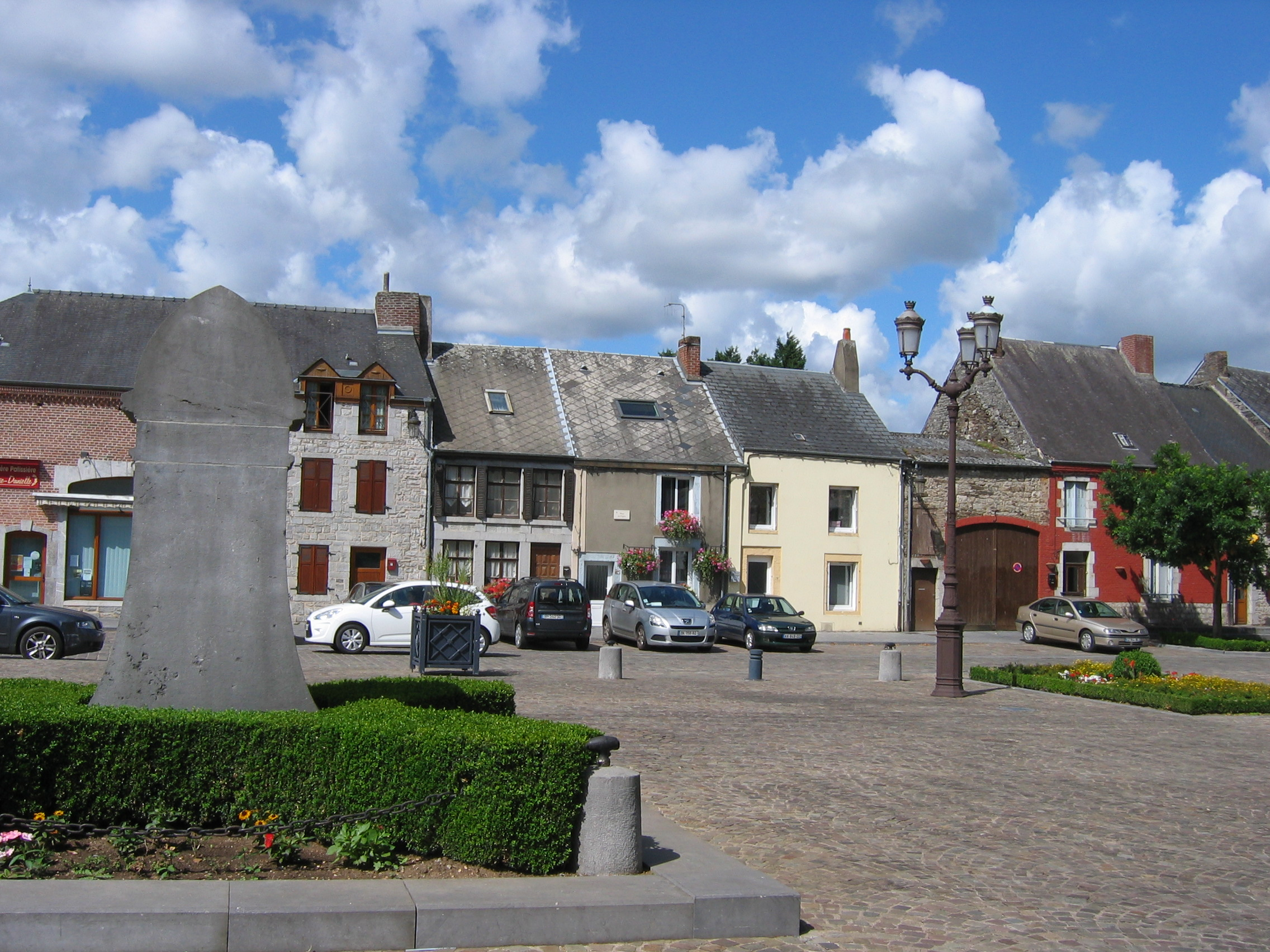
ساحة القرية.

## شخصيات مرتبطة بالبلدية
- تشارلز برونو (1883-1969)، عالم لغوي وعالم لغوي، ولد في شوز.
- أندريه ماريا (1901-1976)، سياسي عاش بين الحروب في شوز.
- شارك دومينيك سوهيت، المحامي المولود في شوز في 2 أغسطس 1728، في 3 مايو 1811، في العمل على القانون المدني في فرنسا، بناءً على طلب القنصل الأول بونابرت .
- ولد هناك إميل دوسارت (1892-1919)، لاعب كرة القدم الفرنسي الدولي.